# Damnacanthus macrophyllus
Damnacanthus macrophyllus är en måreväxtart som beskrevs av Philipp Franz von Siebold och Friedrich Anton Wilhelm Miquel. Damnacanthus macrophyllus ingår i släktet Damnacanthus och familjen måreväxter.

## Underarter
Arten delas in i följande underarter:
- D. m. macrophyllus
- D. m. giganteus